# Arnold Davidson
Arnold Ira Davidson (22 luglio 1955) è un filosofo statunitense.

## Biografia
Davidson è R.O. Anderson Distinguished Service Professor presso il Department of Philosophy, il Department of Comparative Literature, il Committee on the Conceptual and Historical Studies of Science, e la Divinity School della Università di Chicago, dove insegna Filosofia della religione e Storia del pensiero ebraico; è professore a contratto presso l'Università di Pisa per l'insegnamento di Storia della filosofia politica e presso l'Università Ca' Foscari Venezia, dove insegna filosofia delle culture. Davidson, che spesso è intervenuto e ha insegnato nelle principali università americane e europee, è stato collaboratore del Collège de France e, in qualità di docente esterno, del Wissenschaftskolleg di Berlino. È anche l'editore in capo della rivista Critical Inquiry ed è stato beneficiario della Guggenheim Fellowship conferita dalla Fondazione Guggenheim.

### Studi e formazione
È stato allievo di John Rawls, Hilary Putnam e Michel Foucault.
Nel corso della sua attività accademica e di ricerca ha conosciuto Jacques Derrida, Emmanuel Lévinas, Vladimir Jankélévitch, Pierre Hadot, Carlo Ginzburg e Aldo Gargani.

#### Formazione accademica
- College of Arts and Sciences, Georgetown University, 1973.
- Graduate School of Arts and Sciences, Georgetown University, 1974.
- M.A. con “distinction” in Philosophy, Georgetown University.
- Ph.D. in Philosophy, Graduate School of Arts and Sciences, Harvard University, 1981.
- Titolo della tesi di dottorato: "Morality. Religion and Our Basis in the World: Problems Around Kant".

### Attività di ricerca
I suoi principali ambiti di ricerca sono la filosofia continentale contemporanea, la filosofia morale e politica, la storia della teologia, la storia del pensiero scientifico e delle scienze umane. Le sue pubblicazioni (libri, articoli e saggi) analizzano tutto l'ampio spettro di questioni riguardanti la filosofia morale contemporanea, riflettendo su autori quali: Emmanuel Lévinas, Vladimir Jankélévitch, Pierre Hadot, Georges Canguilhem.
Il lavoro di Davidson si è concentrato principalmente sul pensiero di Michel Foucault; molte delle sue pubblicazioni analizzano il pensiero foucaultiano, o il rapporto tra Foucault e i suoi interlocutori. Il suo libro “The Emergence of Sexuality: Historical Epistemology and the Formation of Concepts” (2004) applica e sviluppa la metodologia foucaultiana dell'archeologia filosofica e della ricerca genealogica delle idee in un metodo che chiama Epistemologia storica. Questo lavoro consiste in una serie di saggi che vertono sull'interpretazione di Foucault, sull'epistemologia, sulla storia dell'evoluzione dell'idea di sessualità e dei concetti scientifici. Negli ultimi anni Davidson ha vissuto in Italia per studiare le opere di San Francesco; da qui il suo interesse, e i numerosi articoli scritti, circa gli esercizi spirituali.

### Attività editoriale
- Executive Editor, Critical Inquiry.
- Advisory Editorial Board, Journal of the History of Sexuality.
- Editorial Board, Bulletin de la Societé Americaine de Philosophie de Langue Francaise.
- Comitato scientifico, Medicina e Storia.
- Comité de lecture, Agenda de la pensée contemporaine.
- Co-direttore della collana di filosofia, Ediciones Alpha Decay, Barcelona, Spain.

### Insegnamenti
- Professeur invité, Institut Universitaire de France (2005).
- Professore invitato, Università degli Studi Suor Orsola Benincasa, Napoli, Italia (2002).
- Professeur invité, Institut de la Pensée Contemporaine, Université de Paris 7 (2002).
- Professeur invité, Collège International de Philosophie (2001).
- Visiting Professor, Department of the History of Science, Harvard University (1999).
- Professeur invité, Collège de France, Paris (1997-98).
- Visiting Professor of the Humanities, University of California/Davis (1996).
- Distinguished Visitor and Professor of Critical Theory, University of California/Davis, Institute for the Humanities (1993).
- Principal Instructor, NEH Seminar on Epistemology and the Liberal Arts, Kalamazoo, Michigan (1990).
- Assistant Professor, Department of Philosophy, Program in the History of Science, Program in Comparative Literature, Stanford University (1981-84; autunno, 1985-86).
- Visiting Assistant Professor of Philosophy, Princeton University (1984-85).
- Staff Consultant to the National Commission for the Protection of Human Subjects of Biomedical and Behavioral Research, National Institutes of Health, and Department of Health, Educational and Welfare (1977).
- Visiting Research Fellow, Center for Bioethics/Kennedy Institute, Georgetown University, (estate, 1977).
- Docente, “Total Immersion Course in Medical Ethics”, Center for Bioethics/Kennedy Institute, Georgetown University (estate, 1976, 1977, e 1987).
- Robert O. Anderson Distinguished Service Professor, Department of Philosophy and Divinity School, University of Chicago, Illinois (in carica).
- Docente a contratto, Dipartimento di filosofia, Università di Pisa (in carica).

#### Collaborazione con l'università di Pisa
Dall'anno accademico 2005/2006 Arnold Davidson ha collaborato con l'università di Pisa tenendo corsi di storia della filosofia politica (incentrati sul pensiero di Michel Foucault) in qualità di docente esterno.

##### Corsi tenuti
- a.a. 2005/2006. Corso: Storia della filosofia politica. Tema del corso: Potere e sessualità. Il pensiero di Michel Foucault.
- a.a. 2006/2007. Corso: Storia della filosofia politica. Tema del corso: Politica ed etica del sé.
- a.a. 2007/2008. Corso: Storia della filosofia politica. Tema del corso: Politica della psicoanalisi: potere, disciplina, norma.
- a.a. 2008/2009. Corso: Seminario di storia del pensiero politico. Tema del corso: Critica della razionalità politica e pratiche politiche nella filosofia francese contemporanea.
- a.a. 2009/2010. Corso: Seminario di storia del pensiero politico. Tema del corso: Epistemologia politica.
- a.a. 2009/2010. Corso: Seminario di storia del pensiero politico. Tema del corso: La visione accidentale della storia: libertà, politica e tempo storico in un dibattito del secondo Novecento.

## Premi e Fellowships
- Whiting Fellowship in the Humanities, Harvard University.
- Bowen Prize in Moral, Social, and Political Philosophy, Harvard University.
- PEW Foundation Grant, Stanford University.
- Fellow, California Humanities Institute.
- Visiting Fellow, Michigan Humanities Institute, University of Michigan.
- Marta Sutton Weeks Fellow, Stanford Humanities Center, Stanford University.
- Honorary Fellow, University of California/Davis, Institute for the Humanities.
- Fellow, Wissenschaftskolleg zu Berlin (Institute for Advanced Study, Berlin), 1994-1995.
- Eletto a una ‘chaire d'État', Collège de France, 1998.
- Eletto al Consiglio dell'Institut de la Pensée Contemporaine, Université de Paris 7.
- John Simon Guggenheim Memorial Foundation Fellowship, 2003-2004.
- Eletto ‘membre invité’ dell'Institut Universitaire de France, 2005.
- Eletto al Consiglio scientifico del Centre International d'Étude de la Philosophie Française Contemporaine, École Normale Supérieure, Paris.

## Opere

### Italiana
- Arnold I. Davidson: Michel Foucault e la tradizione degli esercizi spirituali in: Foucault oggi; Feltrinelli, Milano, 2008.
- P. Hadot, Jeannie Carlier, Arnold I. Davidson: La filosofia come modo di vivere. Conversazioni con Jeannie Carlier e Arnold I. Davidson; Einaudi, 2008.
- P. Hadot: Esercizi spirituali e filosofia antica, edizione italiana a cura e con una prefazione di A. I. Davidson; Einaudi, 2005.
- Arnold I. Davidson: Gli esercizi spirituali nella filosofia contemporanea in: I Gesuiti e la Ratio Studiorum. A cura di M. Henz, R. Righi, e D. Zardini; Bulzoni, 2004.
- Arnold I. Davidson: Iconografia e filosofia delle stimmate di San Francesco in: Ascetismo, Digiuni, Anoressia. Esperienze del corpo, esercizi dello spirito. A cura di Paolo Santonastaso e Gerardo Favaretto. Biblioteca Masson, 1999.
- Aldo Giorgio Gargani: Il sapere senza fondamenti. La condotta intellettuale come strutturazione dell'esperienza comune, introduzione di Arnold I. Davidson; Mimesis, 2009.
- Arnold I. Davidson: L'emergenza della sessualità. Epistemologia storica e formazione dei concetti, Quodlibet, Macerata, 2010.

#### Articoli su giornali e riviste
- Arnold I. Davidson: Lo charme di Jankélévitch, in "Iride", n.25, settembre-dicembre 1998.
- Arnold I. Davidson: L'etica dell'inquietudine, in "La Repubblica", 2 aprile 2004.
- Arnold I. Davidson: Realtà romanzesche, in "Il Sole-24 Ore", 30 luglio 2006.
- Arnold I. Davidson: Dall'assoggettamento alla soggettivazione: Michel Foucault e la storia della sessualità, in "Il Sole-24 Ore", 24 settembre 2006.
- Arnold I. Davidson: Dalle stigmate nasce il teatro (intervista su San Francesco d'Assisi), in "Avvenire", 8 aprile 2004.
- Arnold I. Davidson: Dall'assoggettamento alla soggettivazione: Michel Foucault e la storia della sessualità, in "aut aut", n.331, p. 3-10, luglio-settembre 2006. Numero di cui è stato anche curatore.
- Arnold I. Davidson: Politica ed etica, estratto di un'intervista a cura di Marica Setaro ed Elisa Del Chierico, in "Il manifesto", 18 luglio 2007.
- Arnold I. Davidson: Politica ed etica, intervista a cura di Marica Setaro ed Elisa Del Chierico, in "Il primo amore", 23 luglio 2007.
- Arnold I. Davidson, Hayden White: Il filo e le tracce di Carlo Ginzburg, in "Iride", n.51, p. 381-386, 2007.
- Arnold I. Davidson, Carlo Ginzburg: Il mestiere dello storico e la filosofia, in aut aut", n.338, aprile-giugno 2008.

### Estera
- A. I. Davidson: L'emergence de la sexualite; epistemologie historique et formation des concepts; Albin Michel, 2005.
- A. I. Davidson: The Emergence of Sexuality: Historical Epistemology and the Formation of Concepts; Paperback, 2004.
- A. I. Davidson: Foucault and His Interlocutors; Paperback, 1998.
- A. I. Davidson: Ethics as ascetics: Foucault, the history of ethics and ancient thought in The Cambridge Companion to Foucault, num.5, pp. 115-140.
- M. Foucault, A. I. Davidson, G. Burchell: Psychiatric Power: Lectures at the College de France 1973-1974; Hardcover, 2006.
- M. Foucault, A. I. Davidson, G. Burchell: The Hermeneutics of the Subject: Lectures at the College de France 1981—1982; Paperback, 2005.
- M. Foucault, A. I. Davidson: Abnormal: Lectures at the College de France, 1974-1975; Hardcover, 2003.
- W. J. T. Mitchell, A. I. Davidson: The late Derrida; Paperback, 2007.
- J. Chandler, A. I. Davidson, H. D. Harootunian:  Questions of Evidence: Proof, Practice, and Persuasion across the Disciplines; Paperback, 1994.
- A. I. Davidson, M. H. Lytle, J. W. Davidson: After the fact; Paperback, 1992.
- C. Ginzburg, Arnold I. Davidson: Kultur der Evidenz, in Einstein-Forum, 32, Potsdam, 1994.
- P. Hadot, A. I. Davidson:  Philosophy As a Way of Life: Spiritual Exercises from Socrates to Foucault; Hardcover, 1995.
- P. Hadot: La philosophie comme manière de vivre: entretiens avec Jeannie Carlier et Arnold I. Davidson; Albin Michel, 2001.
- A. I. Davidson: Miracles of bodily transformation, or, how St.Francis received the stigmata, in: Picturing Science, Producing Art, pp. 101-124; London, 1998.